# IC 4813
IC 4813 ist eine Balken-Spiralgalaxie vom Hubble-Typ Sdm? im Sternbild Pfau am Südsternhimmel. Sie ist schätzungsweise 192 Millionen Lichtjahre von der Milchstraße entfernt und hat einen Durchmesser von etwa 80.000 Lichtjahren.

Das Objekt wurde im September 1900 von DeLisle Stewart.